# Coxiella
Genre
Espèce
Coxiella est un genre de bactéries à Gram-négatif autrefois considéré comme une rickettsie mais inclus désormais dans la famille des Coxiellaceae et faisant partie des Gammaproteobacteria. Elle a été nommée ainsi d'après le bactériologiste américain Herald Rae Cox. Son espèce-type, Coxiella burnetii est responsable de la fièvre Q. Les Coxiella peuvent se présenter comme des pathogènes intracellulaires obligatoires et/ou des bactéries symbiotiques (non pathogènes) d'arthropodes.

## Description
Les espèces du genre Coxiella sont des bactéries strictement intracellulaires d'arthropodes ou de vertébrés. Ce sont des bacilles Gram négatif mais à coloration très faible voire inexistante. Elles sont mieux révélées par la coloration de Gimenez. Elles n'ont ni flagelles, ni capsules.
La bactérie survit dans le phagolysosome (pH acide) et est très résistante dans le milieu extérieur.
Leur largeur est de 0,2 µm à 0,4 µm pour une longueur de 0,4 µm à 1,0 µm.

## Taxonomie

### Étymologie
Co.xi.el'la. M.L. fem. dim. -ella suffixe; M.L. fem. n. Coxiella nommé d'après Herald Rae Cox, qui, en collaboration avec Gordon E. Davis, a été le premier à isoler cette bactérie aux États-Unis peu après sa découverte en Australie et qui a introduit la technique d'inoculation dans le sac vitellin de l'oeuf incubé et qui a falcilité l'étude de cette bactérie et d'autres genres bactériens,.

### Espèces
En 2005, le genre Coxiella est placé dans une nouvelle famille, les Coxiellaceae.

### Liste des espèces (base LPSN au 20 mai 2022)
- Coxiella burnetii - Espèce-type - (C.B. Philip, 1948)[1],[3]

### Liste desCandidatus(base LPSN au 11 août 2022)
Le statut nomenclatural du nom de ces espèces est considéré comme publié de manière invalide par l'ICSP.
- Candidatus Coxiella avium Trinachartvanit et al. 2018[5]
- Coxiella cheraxi Tan et Owens 2000[6]
- Candidatus Coxiella massiliensis Angelakis et al. 2016[7]
- Candidatus Coxiella mudrowiae Gottlieb et al. 2015[8]

### Espèce déplacée dans un autre genre (base LPSN au 20 mai 2022)
- Coxiella popilliae Dutky and Gooden 1952, renommée Rickettsiella popilliae Philip 1956

## Bactéries symbiotes
Les Coxiella peuvent être des bactéries symbiotiques de tiques: L'alimentation des tiques, uniquement composée de sang, pose un problème de carence en vitamines B (B2, B8, B9), et des Coxiella symbiotiques assurent cet approvisionnement en vitamines B. Privées de leurs Coxiella symbiotiques, les tiques ne peuvent ni atteindre l'âge adulte, ni se reproduire. Les Coxiella symbiotiques sont souvent confondues avec Coxiella burnetii, ce qui conduit à une surestimation des risques infectieux associés aux tiques. Les Coxiella symbiotiques de tiques ne présentent cependant aucun des gènes de virulence de Coxiella burnetii, et ne peuvent infecter l'humain.